# Jay Messina
Jay Messina (geboren in New York) is een Amerikaans geluidstechnicus. Hij heeft gedurende zijn loopbaan voor verschillende muziekgroepen en artiesten gewerkt, waaronder Aerosmith en Kiss. Messina heeft een eigen studio, genaamd West End Studio, in zijn huis in Manhattan.
Als tiener bespeelde Messina de vibrafoon in een aantal amateurbandjes. Hij studeerde elektronica aan het RCA Institute. In 1965 begon hij met zijn eerste baantje: in de studio van Don Elliot werkte hij als assistent aan de soundtrack van een film van Ravi Shankar. Later werd hij door Phil Ramone aangenomen om in diens opnamestudio A&R Recording te werken. Daar maakte hij tweesporenopnames van bandjes, gevolgd door jingles en uiteindelijk ook werk als geluidstechnicus. In de jaren zeventig kwam hij bij Chris Stone van de Record Plant terecht: 

The Who were cutting some vocals in Studio A, the lights were down really low and I was immediately impressed with the sound — it was one of the best monitoring systems that I’ve heard over the years.
— Messina over zijn eerste bezoek aan de Record Plant.

## Discografie
Messina was als geluidstechnicus en/of producent onder meer betrokken bij de volgende muziekalbums:
- Oh! Calcutta! - Original Off-Broadway Cast (1969), technicus
- The McCoys - Human Ball (1969), opnametechnicus, mixing
- The J. Geils Band - The J. Geils Band (1970), technicus
- Jeremy Steig - Wayfaring Stranger (1970), technicus
- Yoko Ono - Fly (1971), assistent-technicus
- Booker T. & the M.G.'s - Melting Pot (1971), technicus
- Ten Wheel Drive - Peculiar Friends (1971), technicus
- McKenna Mendelson Mainline - Mainline Bumb N Grind Revue (1972), technicus
- Tom Rush - Merrimack Country (1972), technicus
- Mike Mainieri - White Elephant (1972), technicus
- Lou Reed - Berlin (1973), overdubbing
- Crowbar - Crowbar (1973), technicus
- Jonathan Edwards - Have a Good Time for Me (1973), technicus
- Stardrive - Intergalactic Trot (1973), technicus
- Judy Collins - True Stories and Other Dreams (1973), technicus
- Seatrain - Watch (1973), technicus
- Dave Liebman - Drum Ode (1974), technicus
- Aerosmith - Get Your Wings (1974), technicus
- Three Dog Night - Hard Labor (1974), technicus, remixing
- Jonathan Edwards - Lucky Day (1974), technicus
- Ten Wheel Drive - Ten Wheel Drive (1974), technicus
- Reuben Wilson and the Cost of Living - Got to Get Your Own (1975), mixing
- Aerosmith - Toys in the Attic (1975), percussie, marimba, technicus
- Kiss - Destroyer (1976), technicus
- Peter Frampton - Frampton Comes Alive (1976), assistent-technicus
- Montrose - Jump On It (1976), technicus
- Moxy - Moxy II (1976), mixing
- Patti Smith Group - Radio Ethiopia (1976), tecnicus, mixing
- Aerosmith - Rocks (1976), technicus
- Starz -Starz (1976), technicus
- Cheap Trick - Cheap Trick (1977), technicus
- Aerosmith - Draw the Line (1977), technicus
- Starz - Violation (1977), technicus
- 1994: - 1994 (1978), technicus
- Aerosmith - Live! Bootleg (1978), technicus
- Cheap Trick - At Budokan (1979), mixing
- Kiss - Dynasty (1979), technicus, mixing
- Mother's Finest - Live (1979), technisu
- Kiss - Unmasked (1980), technicus, mixing
- Leo Sayer - World Radio (1980), assistent-technicus
- Peabo Bryson & Roberta Flack - Born to Love (1983), technicus
- George Benson - In Your Eyes (1983), technicus
- Miles Davis - Star People (1983), technicus[3]
- Hanoi Rocks - Two Steps from the Move (1984), technicus
- Aerosmith - Classics Live! (1986), technicus
- Rough Cutt - Wants You! (1986), technicus
- v.a. - Tribute to John Coltrane: Live under the Sky (1987), technicus
- Masahiko Satoh - Double Exposure (1988), technicus, mixing
- Kimiko Itoh - Follow Me (1989), technicus, mixing

- Nancy Wilson - Nancy Now! (1989), technicus, mixing
- Gloria Lynne - Time for Love (1989), technicus
- Kimiko Itoh - For Lovers Only (1990), technicus, (re)mixing
- Nancy Wilson - Lady with a Song (1990), technicus, mastering
- Mark Murphy - What a Way to Go (1990), technicus
- The Gadd Gang - Gadd Gang (1991), technicus, mixing
- Morgana King - I Just Can't Stop Loving You (1991), technicus
- Mark Murphy - I'll Close My Eyes (1991), technicus
- Buck Hill - I'm Beginning to See the Light (1991), technicus
- Tom Malone - Standards of Living (1991), technicus, mixing
- Alabama - American Pride (1992), technicus
- Morgana King - This is Always (1992), technicus
- Love/Hate - Wasted in America (1992), technicus
- Curtis Fuller - Blues-ette, Pt. 2 (1993), technicus
- Ronnie Cuber - Scene is Clean (1993), technicus
- BFD - Bfd (1995), producent, technicus, mixing
- East Bounce - East Bounce (1995), technicus, mixing
- Gijs De Lange - Intimate Journey (1995), technicus, mastering
- Orville Davis - Howl at the Moon (1996), technicus, mixing
- Krishna Das - One Track Heart (1996), mixing
- Kimiko Itoh - Sophisticated Lady (1997), technicus, mastering, mixing
- Kimiko Itoh - Standards My Way (1997), technicus, mixing
- Sara Lovell - Calling (1998), technicus, mixing
- Aerosmith - Little South of Sanity (1998), technicus
- Slash's Snakepit - Ain't Life Grand (2000), mixing
- Kimiko Itoh - An Evening with Kimiko Itoh (2000), technicus, co-producent
- Lew Del Gatto - Katewalk (2000), technicus
- Professor Louie & The Crowmatix - Over the Edge (2000), technicus
- Eugenio Finardi - Accadueo (2001), technicus, mixing
- Local H - Here Comes the Zoo (2002), technicus
- The Dalton Gang - Just for Tonight (2002), technicus
- Michael Maxwell - Michael Maxwell (2002), technicus
- Sultan Khan & Krishna Das - A Drop of the Ocean (2004), producent, technicus
- Aerosmith - Honkin' on Bobo (2002), technicus
- Roots - Salute to the Saxophone/Digital Live (2004, technicus, mixing
- Krishna Das - All One (2005), producent, technicus
- The Black Crowes - Freak 'n' Roll... Into the Fog (2005), mastering
- New York Dolls - One Day It Will Please Us to Remember Even This (2006), technicus
- John Tropea - Standard Influence II: Rock Candy (2006), technicus, mixing
- Krishna Das - Flow of Grace (2007), producent, technicus
- John Tropea - Take Me Back to the Ol' School (2007), technicus
- John Tropea - Tropea, Vol. 10: The Time is Right (2007), technicus, mixing
- Jason Mather - With a Vengeance (2007), technicus
- Walter Becker - Circus Money (2008), technicus
- Funkasaurus Rex - Etched in Stone (2008), producent, technicus
- Krishna Das - Heart Full of Soul (2008), mastering, mixing
- Bendik Hofseth - XI (2009), technicus
- Mike Manieri - Crescent (2010), technicus
- Lea Salonga - Journey So Far (2011), technicus, mixing

## Persoonlijk leven
Messina trouwde in 2008 met zangeres Colleen, die hij leerde kennen toen ze in 1991 samen aan een album van haar bandje Sweetgrass werkten.